# Quand nous nous reverrons...
Pour plus de détails, voir Fiche technique et Distribution.
Quand nous nous reverrons... (また逢う日まで, Mata au hi made) est un film dramatique japonais réalisé par Tadashi Imai et sorti en 1950.

## Synopsis
Au cours du printemps 1945 un étudiant, Saburō, fait la connaissance dans un abri anti-aérien de Keiko, une artiste qui tente de vivre de sa peinture.

## Fiche technique
- Titre original : また逢う日まで (Mata au hi made?)[1]
- Titre français : Quand nous nous reverrons...[2]
- Réalisation : Tadashi Imai
- Scénario : Yōko Mizuki et Toshio Yasumi (ja), d'après le roman Pierre et Luce de Romain Rolland[3]
- Photographie : Shun'ichirō Nakao (ja)
- Montage : Yaeko Katō et Yoshiki Nagasawa
- Décors : Yasuhide Katō
- Musique : Masao Ōki
- Société de production : Tōhō
- Société de distribution : Tōhō
- Pays d'origine :  Japon
- Langue originale : japonais
- Format : noir et blanc — 1,37:1 — 35 mm — son mono
- Genre : drame
- Durée : 111 minutes[1] (métrage : dix bobines - 3 040 m[4])
- Dates de sortie :
  - Japon : 21 mars 1950[4]

## Distribution
- Yoshiko Kuga : Keiko Ono
- Eiji Okada : Saburō Tajima
- Osamu Takizawa : Eisaku Tajima

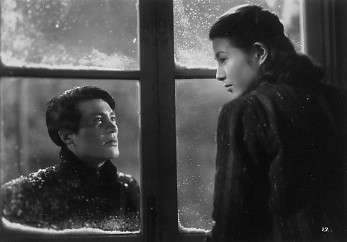
Scène du film avec Eiji Okada et Yoshiko Kuga.

- Akitake Kōno : Jirō, le frère aîné de Saburō
- Akiko Kazami : Masako Tajima
- Haruko Sugimura : Suga Ono, la mère de Keiko
- Kōichi Hayashi : étudiant, ami de Saburō
- Hiroshi Akutagawa : étudiant, ami de Saburō
- Akira Ōizumi (ja) : étudiant, ami de Saburō
- Hiroshi Kondō (ja) : étudiant, ami de Saburō

## Récompenses et distinctions
- La revue Kinema Junpō place le film en tête de son classement des dix meilleurs films japonais de l'année 1950[5]
- Blue Ribbon Awards : prix du meilleur film et prix du meilleur réalisateur pour Tadashi Imai[6],[7]
- Prix Mainichi du meilleur film[8]